# История го
История игры го насчитывает, по разным источникам, от двух с половиной до четырёх тысяч лет. Легенды, отражённые в древних китайских летописях, относят появление го к третьему или началу второго тысячелетия до нашей эры. Игра определённо существовала и была достаточно распространена 2500 лет назад. В VII веке го попало в Японию, где, начиная с XV века, пережило сильнейший подъём. В XX веке го, ранее культивировавшееся лишь в Азии, стало известно и постепенно распространилось в Европе и Америке. К настоящему времени большинство европейских стран, в том числе и Россия, имеют собственные федерации го, хотя количество игроков и уровень игры на Западе пока не достигли показателей Кореи, Японии и Китая.

## Легендарный период
В точности неизвестно, где именно появилась игра го и как она первоначально выглядела. Китайские легенды приписывают ей возраст более четырёх тысяч лет. Согласно этим легендам, игра го, в Китае называемая вэйци (圍棋), была изобретена на заре китайской истории. Автором изобретения называют легендарного императора Яо (около 2100 до н. э.), либо его первого министра Чуна, либо императора Гао 皋 (около 1750 до н. э.) полумифической династии Ся. Во всех вариантах легенды говорится, что игра была придумана для непутёвого сына императора (в случае Яо называется Даньчжу 丹朱), дабы развить его ум и способность к концентрации внимания. Эти легенды упоминаются в летописях династии Хань (206 до н. э. — 220 годы).
Впрочем, многие исследователи склоняются к тому, что историки периода Хань намеренно включили в летописи сведения о древности вэйци, чтобы придать игре больший вес, поскольку, согласно китайской традиции, всё, относящееся к древнейшим династиям, является более ценным и совершенным.
Существуют различные предположения о первоначальной форме игры и её назначении. Есть версия, что сначала го была азартной игрой, в которой пользовались игральными костями (см. Любо (игра)). По другим предположениям, доска для го представляла собой модель неба. Многие исследователи связывают го с гадальными практиками древних китайцев, находя в ней символы, связывающие го с астрологией и предсказаниями. Есть версии, что доску для го одно время использовали в качестве календаря. В большинстве своём они происходят из одного источника — книги Чан Нуи «Классическое го», опубликованной между 1049 и 1054 годами н. э., в которой автор уподобляет части доски го различным частям календаря: пункты — дням, углы — сезонам, крайние пункты — неделям (пятидневным).
Место возникновения го также в точности неизвестно. Есть версия, что родиной го является не Китай, а Индия, откуда игра попала в Китай и Корею; впрочем, достоверных документальных подтверждений у неё нет.

## Первые достоверные сведения

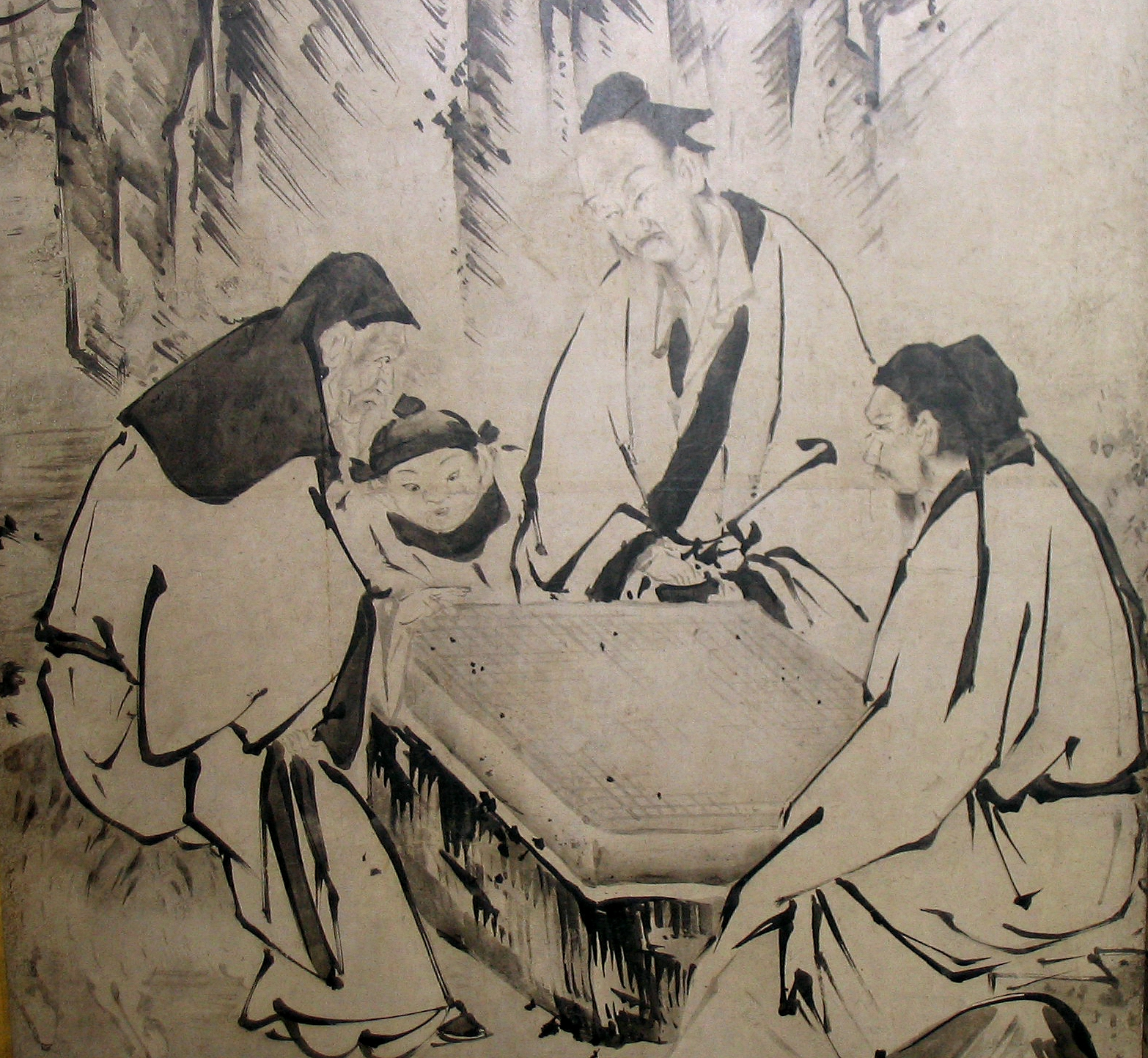
Кано Эйтоку. Китайские игроки в го времён династии Мин (рисунок XVI века)

Первые правдоподобные ссылки на го в письменных источниках датируются 91 годом до н. э. и 434 годом до н. э., в этих документах описываются события, соответственно, 681 года до н. э. и 547 года до н. э. Первые доски и камни для го, обнаруженные в местах захоронений, датируются эпохой Хань. Самая древняя из известных археологам досок, использовавшихся для игры, датирована III веком.
Первая считающаяся полностью достоверной запись партии относится к 196 году — это партия между принцем Сунь Цэ и его генералом Люй Фанем. Партия игралась, судя по записи, по тем же правилам, что используются сейчас (за исключением коми), в тактическом плане игра не отличалась от тех, что играются в настоящее время. В руководстве по го, изданном в XII веке, приведено множество диаграмм реальных партий, сыгранных в эпоху династии Тан (618—907). В этой же работе приведены задачи, ничем принципиально не отличающиеся от тех, что можно встретить сейчас в учебниках го для любителей.
Основываясь на документах и данных археологии, большинство исследователей считает, что игра появилась в эпоху Чжоу, то есть в интервале между XI и V веками до н. э. В эпоху Хань она была уже достаточно распространена, причём в начале первого тысячелетия нашей эры правила го были устоявшимися и почти точно соответствовали современным.

## Китай
С момента своего появления го в Китае входило в число «четырёх добродетелей» — умений, необходимых для всякого достойного человека, — наряду с игрой на лютне, каллиграфией и живописью. В го играли знатные люди, военачальники, мудрецы, но жила игра и в простом народе. Играли в го и при дворе, сильнейшие игроки были известны лично императору. Для знатных особ мастера изготавливали очень дорогой, уникальный инвентарь — камни из драгоценных камней, чаши из дорогих пород дерева.
Игра достаточно активно развивалась примерно до XVIII века: разрабатывалась теория, выходили книги. Некоторые древние издания, например «Гуаньцзы Пу», составленный мастером Го Байлином (ок. 1586—1662) и содержащий более 1400 задач, сохранили свою актуальность до сих пор. Однако, в отличие от Японии, где игра го как спорт была особо почитаемым занятием и пользовалась государственной поддержкой, в Китае она так и осталась, по сути, салонным времяпрепровождением и уделом отдельных интеллектуалов. Хотя старейшие из используемых до сих пор сборников задач и учебников го имеют китайское происхождение, в целом уровень китайского го в последние два века стал весьма заметно отставать от японского. Сыграли свою роль и политические события, прежде всего, Опиумные войны, приведшие к подчинению Китая западным странам, упадку национальной культуры и масштабной депопуляции. К началу XX века китайские сильнейшие игроки играли с японскими мастерами на форе и ездили учиться в Японию. Те из них, кто желал поднять свой уровень до действительно мастерского или проявлял особые способности к го, как правило, просто уезжали жить в Японию. Так, один из известнейших японских мастеров XX века — Го Сэйгэн (исходный вариант прочтения имени — У Цинъюань), — китаец, с детства проявивший талант в го и переехавший в Японию. Есть и другие примеры.
Некоторое оживление в развитии китайского го наступило после прихода к власти коммунистов в 1949 году. Высшие руководители коммунистического Китая рассматривали развитие го как один из способов повышения престижа страны, некоторые высокопоставленные китайские чиновники сами были любителями го, поэтому, в отличие от азартных игр, го стало пользоваться государственной поддержкой. Появилась национальная команда Китая, стали регулярно проводиться соревнования, выделилось некоторое количество довольно сильных мастеров. Тем не менее, преодолеть разрыв в мастерстве между Китаем и Японией не удавалось. Разница между сильнейшими игроками Китая и японскими мастерами 9-го дана составляла около двух камней форы. Амбициозная задача, поставленная перед молодыми игроками в начале 1960-х годов — добиться победы над лучшими японскими мастерами за 10 лет, — так и не была выполнена. В окончательный же упадок китайское го пришло во времена Культурной революции. Игра была причислена к пережиткам прошлого, соревнования перестали проводиться вовсе, игрокам пришлось искать себе другое занятие. Лучшие мастера пекинской команды были отправлены рабочими на завод. Лишь в 1970-х годах, с изменением политического курса, ситуация начала меняться. Снова появилась поддержка игры государством, была воссоздана команда го, возобновились внутренние и международные соревнования. К этому времени выросло новое поколение китайских игроков, которое смогло составить конкуренцию японцам. Первым из них был Не Вэйпин, который в 1976 году сумел на равных победить подряд четырёх японских мастеров 9-го дана.
В последние два десятилетия Китай совершил сильнейший рывок в уровне игры. Если в 1970-х годах на международной арене выделялось лишь несколько наиболее сильных китайских игроков, то теперь в Китае государственная поддержка и огромная общественная база го позволяет отбирать и тренировать сильнейших профессионалов. С 1980-х годов китайские игроки стали регулярно выигрывать международные соревнования. К 1996 году в Японии были отменены некоторые международные соревнования, в которых стали стабильно побеждать китайцы. В настоящее время в Китае имеется более 300 профессиональных игроков. Высшим достижением китайских игроков стал выигрыш кубка Инга, который завоевал в 2004 году китайский профессионал Чан Хао.

## Япония

### Появление
Документально дата появления го в Японии не установлена. Китайские хроники говорят о том, что игра была популярна у японской знати с начала VII века. Наиболее вероятно, что игру принесли в Японию из Кореи эмигрировавшие от политического хаоса учёные, чиновники и артисты. Японцы дали игре новое название «и-го», но никаких изменений в механизм игры и правила не вносили. Более того, в Японии оказались «законсервированы» и сохранились до нашего времени некоторые элементы китайских правил, от которых сами китайцы впоследствии отказались. Например, метод подсчёта результата партии по территории и пленным камням, заимствованный Японией, позже в Китае был заменён на подсчёт по территории и своим камням, выставленным на доску.
В самой Японии существует легенда, согласно которой го привёз из Китая Киби-но Макиби, оставшийся в истории как «Великий Министр Киби». По заданию дочери императора Сёму, позже ставшей императрицей Кокэн, он прожил 18 лет в Китае. По возвращении Киби якобы привёз с собой наиболее впечатляющие творения китайской культуры, в числе которых было и го. Как считают современные исследователи, игра го была известна в Японии и до Киби, а его заслуга состоит в том, что он поднял статус этой игры, представив её как занятие, достойное императора и его приближённых. Тем не менее, долгое время го в Японии, как и в Китае, была не более чем лёгким развлечением, наравне с прочими забавами придворных, такими как музицирование.
Примерно около века го находилось под официальным запретом для всех, кроме высшей аристократии, поскольку считалось вредным, разлагающим умы занятием, подобно употреблению вина или игре в кости. Монахи-буддисты, невзирая на запрет, играли в го, используя игру как один из видов духовной практики. Лишь в 701 году официальным императорским указом игра го была признана неазартной. Го завоевало симпатии всех сословий, вплоть до крестьян. Существовали сословные ограничения на инвентарь: если аристократам позволялось играть на досках из ценных пород дерева, камнями, выточенными из драгоценных камней, то простолюдинам приходилось ограничиваться дешёвыми досками грубой работы и обычной галькой.
Ещё долго го оставалось сначала запретным, а позже — неодобряемым для самураев. Даже в начале XVI века Ходзё Нагаудзи (Соун) в «Двадцати одном правиле», определяющем основные принципы жизни воина, в частности, писал: «Плохих друзей, кого следует избегать, ищи среди тех, кто играет в го, шахматы и на сякухати. Ты ничего не потеряешь, если не будешь знать об этих развлечениях. Заниматься ими — значит без пользы терять своё время». Несмотря на подобные рекомендации, самураи охотно проводили время за го и сёги. В XIV веке Сиба Ёсимаса в своём поучении для самураев «Тикубасё» писал, что самурай должен, помимо боевого искусства, обладать умениями, которые считаются приличными в его кругу: владеть каллиграфией, уметь играть на музыкальных инструментах, быть сведущим в поэзии. Всё это нужно для того, чтобы присоединиться к коллективному времяпровождению и не оказаться хуже других. Далее Сиба пишет: «Не знать же, как играть в такие игры для весёлого времяпрепровождения, как го, сёги или сугороку, и вовсе постыдно». Это показывает, что указанные игры были чрезвычайно распространены и самурай, не владеющий ими, воспринимался обществом как в какой-то мере неполноценный. Именно увлечение го среди японских военачальников стало причиной последующего расцвета японского го.

### XVI — начало XIX века

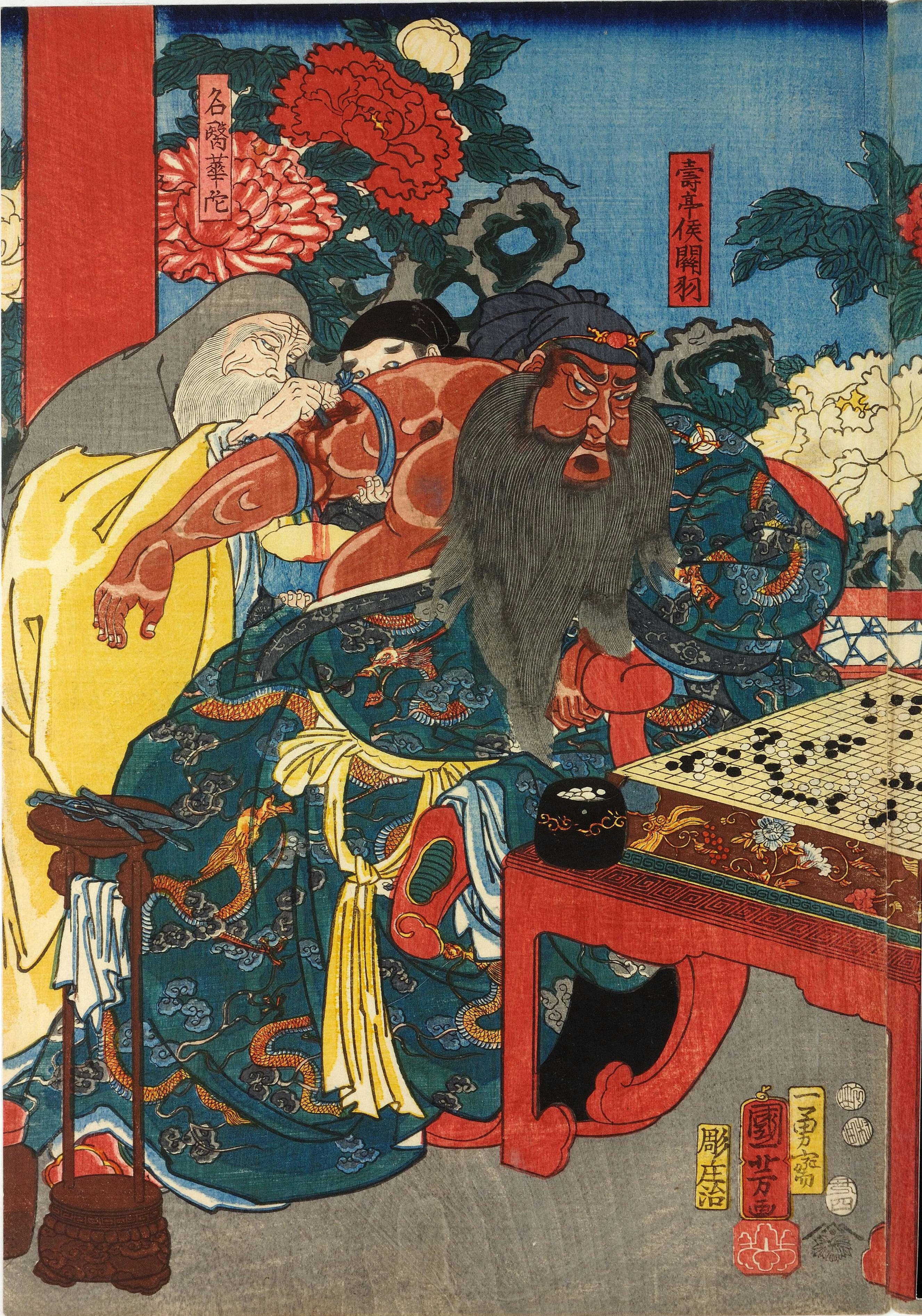
Утагава Кинуёси, Япония, XVIII в. Китайский генерал Гуан Ю играет в го, чтобы отвлечься от боли в обрабатываемой врачом ране

Расцвет го в Японии пришёлся на XVII—XIX века, во многом это связано с тем, что наиболее известные военачальники и правители XVI века — Ода Нобунага, Тоётоми Хидэёси и Токугава Иэясу, — серьёзно увлекались го, полагая игру не только времяпровождением, но и прекрасной тренировкой, помогающей правильно управлять войсками. Они держали учителей го, как для себя, так и для своих воинов. Когда в 1584 году Хидэёси стал регентом Японии, его увлечение дало толчок развитию го в стране. В 1588 году был проведён большой турнир, победитель которого, Никкай (наставник Ода Нобунага) был объявлен сильнейшим игроком Японии.
В начале XVII века, когда к власти пришёл Токугава Иэясу, были основаны четыре дома, или семьи го — Хонъимбо, Иноуэ, Ясуи и Хаяси. Фактически это были школы го, активно занимавшиеся развитием теории игры, а также выявлением и обучением способных игроков. Дома пользовались покровительством и финансовой поддержкой сёгуна. Достаточно заметить, что Никкаю, основателю школы Хонъимбо (он стал Хонъимбо I Санса) для школы было выделено 13 гектаров земли — огромная площадь для малоземельной Японии, и жалованье в 200 коку (30 т) риса ежегодно.
В 1603 году появилась придворная должность Годокоро — высшее официальное лицо в японском го, одновременно — учитель сёгуна. Им мог стать только лучший игрок. Появившийся именно тогда титул Мэйдзин был официальным титулом Годокоро. Он отвечал за все официальные церемонии, как-либо связанные с го, присуждал титулы, распределял государственные стипендии между го-семьями, кроме того, ведал всеми организационными моментами игры го при дворе. За весь период с XVII по первую половину XX века титула Мэйдзин было удостоено лишь десять игроков. Государственная поддержка привела к сильному росту уровня японского го в последующие 250 лет. Уровень японских игроков был много выше, чем игроков Китая и Кореи, где играть в го продолжали, но такой мощной поддержкой игра не пользовалась. Квалифицированный игрок имел доход, позволявший ему спокойно играть, растить учеников, не заботясь о средствах на жизнь.
Японцы внесли свой вклад и в развитие инвентаря го. Если искусство мастеров Китая, главным образом, проявлялось в изготовлении камней и чаш, то японцы научились изготавливать великолепные гобаны из дорогой древесины кайя (kaya, лат. torrea nucifera, торрея орехоносная). Гобаны из кая имеют жёлто-золотистый цвет, гармонирующий с чёрными и белыми камнями. Звук постановки камня на такой гобан получается очень характерным, чётким, чистым, «музыкальным», и составляет немаловажную часть эстетики игры в го. Линии на гобанах перед окрашиванием прочерчивались катаной. Беря определённую часть ствола дерева и делая срез определённым образом, мастера добивались эстетичного, но не бросающегося в глаза рисунка древесных волокон на поверхности гобана. Кая отлично полируется и обладает хорошей стойкостью, изделия из неё очень долговечны. Более бедная, чем Китай, природными материалами Япония породила также свой стандарт на камни — чёрные камни вытачивались из базальта, белые — из раковин моллюска хамагури. Чаши делались из дерева или из базальта. Сами камни тоже изменились — если в Китае они были конусовидными, то в Японии приняли современную — чечевицеобразную — форму (впрочем, в Китае до сих пор в ходу камни, у которых одна сторона выпуклая, а другая — плоская).

### Реставрация Мэйдзи — наше время
После 1868 года для го в Японии настали плохие времена. Реставрация Мэйдзи сопровождалась массированным, не всегда критичным заимствованием научных, технических, военных и культурных достижений западных стран. Го было, наряду со многими другими японскими традициями, объявлено «пережитком ушедшей феодальной эпохи». Государственное финансирование го-домов прекратилось, организации разваливались, игроки впадали в нищету.
Но популярность го в народе не падала, среди игроков нашлись и такие, кто не смирился с упадком и начал собирать вокруг себя единомышленников. В 1879 году 18-й Хонъимбо Мурасэ Сюхо создал клуб Хоэнся — видимо, первую из профессиональных го-организаций этой эпохи. С 1880-х годов ведущие газеты Токио начали спонсировать турниры. Одной из первых это сделала газета «Ёмиури Симбун», по сей день остающаяся одним из крупнейших спонсоров го в Японии. Турниры стали источником дохода для профессионалов и позволили сохранить уровень игры. В газетах появились колонки го (к 1910 они были уже более чем в десятке газет), постепенно увеличивались гонорары игроков. В 1924 году на базе нескольких организаций го-профессионалов была основана японская федерация го — Нихон Киин. Её появление можно считать моментом начала кардинальных преобразований в японском го. Были приняты общие правила проведения турниров, введено в практику коми, установлены правила присвоения данов. Появился контроль времени при игре. Это же время ознаменовалось появлением нового поколения молодых, талантливых игроков, в числе которых первыми обычно называют Го Сэйгэна и Китани Минору. Они ввели в употребление «новые фусэки» — начала партии, в которых первые ходы делаются не в комоку, как было принято в японском го на протяжении нескольких веков, а в другие угловые пункты: хоси, сан-сан, мокухадзуси. Новые фусэки существенно обогатили игру.
Во время Второй мировой войны го в Японии пережило спад — множество игроков было призвано в армию, многие погибли, газеты перестали печатать колонки го, экономя бумагу. Тем не менее, наиболее важные турниры и матчи за титулы проводились, нередко в условиях, которые можно без преувеличения назвать боевыми. Так, время второй партии матча за титул Хонъимбо между Ивамото Каору и Хасимото Утаро, проходившей в пригороде Хиросимы, на город была сброшена ядерная бомба. Эта партия вошла в историю го как «Партия атомной бомбы».
По окончании войны Нихон Киин возобновила свою деятельность, и развитие го продолжилось. Определённый разлад в го-движение Японии 1950-х годов внёс раскол федерации го — в 1950 году отделение Нихон Киин в Осаке стало самостоятельной федерацией го — Кансай Киин. Впрочем, после некоторого периода конфронтации деятельность двух федераций фактически разделилась по географическому принципу — Кансай Киин работает, в основном, в западной части страны, Нихон Киин — в восточной.
Постепенно были возрождены высшие титулы игроков, появились также и новые, ранее не существовавшие. Спонсорами розыгрыша титулов выступали различные периодические издания. Регламент присвоения титулов стал существенно более строгим. Если раньше держатель высокого титула мог долгое время оставаться при нём, избегая встреч с сильными противниками и используя своё привилегированное положение, то теперь он оказался обязан защищать титул периодически, в соответствии с установленным порядком розыгрыша. В течение определённого времени (оно может достигать двух лет) проводится отборочный турнир, определяющий одного или двух претендентов. Если претендент один, он играет с держателем титула матч из нескольких партий, победитель которого и получает титул. Если претендентов два, то матч за титул проводится между ними (для таких титулов держатель, если он хочет носить титул дальше, должен принять участие в турнире претендентов и на общих основаниях вновь завоевать его). Для некоторых титулов существуют так называемые лиги — некоторое небольшое, в пределах десятка, количество игроков, борющихся между собой за право матча за титул. Ежегодно проводятся турниры на вхождение в лигу и турнир лиги. Победители первых входят в лигу, заменяя тех её игроков, которые показали наиболее низкие результаты в турнире лиги. Турнир лиги определяет также претендента на титул. Таким образом, чтобы встретиться с держателем титула, игроку нужно сначала победить в одном из отборочных турниров и войти в лигу, а затем победить в турнире лиги.
В 1996 космонавт NASA Даниель Барри и космонавт JAXA Коити Ваката стали первыми людьми сыгравшими партию в го в космосе.

## Корея
Резкое возрастание интереса к го в Корее некоторые особенно впечатлительные комментаторы называли «безумием» — при вдвое меньшем, чем в Японии, населении, в Корее значительно больше активных игроков. На вершине мирового рейтинга го уже более десяти лет присутствуют практически исключительно корейские игроки. Начиная с 1988 года корейцы выиграли 41 из 54 разыгранных международных кубков (из оставшихся 13 10 выиграны японцами, 3 — китайцами). Кубок Инга — крупнейший международный профессиональный турнир, проводимый раз в четыре года под эгидой фонда Инга, четыре из пяти раз выигрывали корейские профессионалы.

## Проникновение на Запад
Активные контакты Японии с западными странами во второй половине XIX века привели не только к упадку го в Японии, но и к выходу этой игры за пределы своих традиционных географических границ. Го попало в Западную Европу и Америку, и начало развиваться там. В 1908 году в Европе вышел первый учебник го. Его автором был немецкий инженер Коршельт, учившийся го в Японии, где он прожил много лет.

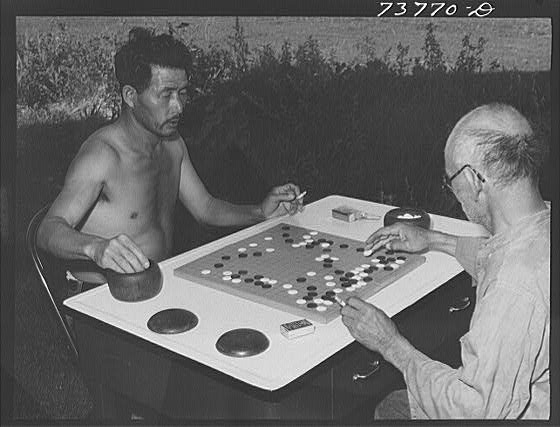
Азиатские иммигранты — работники на ферме в Айдахо в 1940, играют в го.

Одним из известных европейских поклонников го начала XX века был Эмануил Ласкер, чемпион мира по шахматам. Вместе со своим однофамильцем, Эдвардом Ласкером, международным шахматным мастером, он создал первый в Европе го-клуб. В 1930-е годы Ласкеры покинули Германию, в конце концов оказавшись в США. Там они не оставили своё увлечение. Эдварда Ласкера считают «отцом американского го». Помимо общественной деятельности по популяризации игры, он написал книгу «Го и го-моку». Одним из факторов популяризации го в Америке стал поток иммигрантов из стран Восточной Азии, особенно увеличившийся в конце 1930-х годов.
Го-организации Европы и Америки никогда не были столь многочисленными, как в Японии, Корее и Китае, тем не менее, они развивались и укрупнялись. В 1950-х годах развитие го в Европе было довольно бурным — были созданы национальные федерации го в Англии, ФРГ, Австрии и Голландии, а в 1956 году появилась и Европейская федерация го, которая сейчас объединяет федерации более двух десятков стран. С 1957 года ежегодно проводятся чемпионаты Европы, первый из которых прошёл в ФРГ.
К настоящему времени в Западной Европе общее количество игроков в го, по некоторым оценкам, превышает 100,000, в США и Канаде — 127,000. В большинстве стран есть свои национальные федерации го, проводятся регулярные соревнования, присваиваются квалификационные ранги. Правда, все высшие мировые титулы го до сих пор прочно удерживают корейские и китайские игроки.
Если раньше развитие го в Европе и Азии шло почти независимо (европейцы, явно отставая от ведущих го-стран, лишь заимствовали их теоретические достижения), то сейчас го-движение проявляет всё большие тенденции к объединению. С 1979 года проводятся личные чемпионаты мира среди любителей, а в 1982 году образована Международная федерация го. Европейские игроки, сначала бывшие явными аутсайдерами на турнирах с участием корейцев, китайцев и японцев, в последнее время всё выше поднимаются в турнирных таблицах.
В 1968 году была написана первая компьютерная программа для игры в го.
В 2016 году один из лучших игроков в го проиграл матч компьютерной программе.

## Россия
Первое проявление популярности го в России относится к 1965 году, когда в ленинградском ДК им. Ленсовета появилась секция и проведены первые соревнования по игре в го. Массовую популярность игра стала набирать после серии статей В. Асташкина и Г. Нилова «Школа го», опубликованной в журнале Наука и жизнь с № 8 1975 года по № 7 1976 года.
В 1977 году прошёл турнир на звание сильнейшего игрока СССР (СИГО), считающийся первым неофициальным чемпионатом СССР. Его победитель, В. Асташкин, в том же году занял 6-е место на чемпионате Европы. В 1984 году создана Всероссийская секция го при Комитете по физкультуре и спорту РСФСР, в 1985 проведены Кубок России и Чемпионат России, в 1989 году появилась Федерация го СССР, в 1990 году состоялся официальный чемпионат СССР. Преемником Федерации го СССР является Российская федерация го, занимающаяся организацией межрегиональных, всероссийских и международных соревнований. Во многих регионах России имеются собственные федерации го, входящие в состав Российской федерации го.

## Эволюция правил игры
Нынешние правила го, в основном, сложились уже к первой половине первого тысячелетия нашей эры. Хотя отдельные изменения вносились и вносятся вплоть до последних лет, все они не влияют на тактику игры, а лишь позволяют лучше определить некоторые наиболее сложные моменты. Лишь в древности игра заметно отличалась от нынешней. Тибетское го сохранило, как считают некоторые исследователи, черты ранних форм игры го, многие из которых впоследствии были исключены из развивавшейся игры.
- Наиболее старые из известных по археологическим находкам и картинкам в книгах игровых досок имеют размер не 19х19, а 17х17 линий.
- Порядок расстановки форовых камней, который в японских и китайских правилах различается, некоторые исследователи связывают с более давним правилом, согласно которому несколько камней обоих цветов перед партией выставлялись на доску обоими игроками. Впоследствии это правило было отменено, начинать равную партию стали с пустой доски, но порядок расстановки начальных камней сохранился в правилах расположения камней форовых.
- Метод подсчёта результата партии по территории и захваченным камням, сохранившийся в японских правилах, был заимствован из Китая в VI—VII веке. В самом Китае его через некоторое время сменил используемый там сейчас метод подсчёта по территории и живым камням. Такой метод оказывается более удобен в тех случаях, когда игроки по завершении игры не согласны о статусе какой-либо группы. Для определения статуса можно просто доиграть в этом месте до разрешения противоречия. В японских правилах это удаётся не всегда, так как при доигрывании игрокам может потребоваться ходить в свою территорию, что может изменить соотношение очков.
- В конце XVI века Тоётоми Хидэёси установил правило, согласно которому против сильнейшего игрока играют чёрными, а если разница в силе велика — с форой. Чуть позже там же сложилась рейтинговая система, в основу которой была положена разница в один форовый камень.
- В начале XX века Нихон Киин ввела коми (сначала 2,5-3, затем — 4,5 очка) и обязательный контроль времени во всех официальных турнирах.
- В 1955 году величина коми увеличена до 5,5 очков.
- После 1960 года появилось несколько новых (иногда называемых «рациональными») сводов правил го, в частности, правила AGA, правила Инга, упрощённые правила Инга, Правила Тромпа — Тейлора. Все они в основных положениях идентичны традиционным правилам го и основаны на китайской системе подсчёта очков. Отличие состоит в том, что в новых правилах упрощён и формализован порядок оценки некоторых нетривиальных ситуаций в партиях, что позволяет при возникновении споров не апеллировать к арбитру, а решать вопрос согласно правилам. Новые правила всё шире применяются в мире, главным образом, в Европе и Америке и в международных профессиональных турнирах.
- В 2003 году в Японии, несколькими годами раньше — в Китае и Корее коми увеличено до 6,5 — 7,5 очков.